# فرنسيس فورد (لاعب كريكت)
فرنسيس فورد (14 ديسمبر 1866 - 7 فبراير 1940) (بالإنجليزية: Francis Ford)‏ هو لاعب كريكت بريطاني (وحمل سابقاً جنسية المملكة المتحدة لبريطانيا العظمى وأيرلندا). شارك مع منتخب إنجلترا للكريكت.

## وصلات خارجية
- فرنسيس فورد على موقع إي آس بي آن كريك إنفو (الإنجليزية)